# ژانیو کوآدروس
ژانیو کوآدروس (پرتغالی: Jânio Quadros; زاده ۲۵ ژانویهٔ ۱۹۱۷ – درگذشته ۱۶ فوریهٔ ۱۹۹۲) وکیل و سیاست‌مدار برزیلی و بیست‌ودومین رئیس‌جمهور برزیل بود. او ریاست‌جمهوری برزیل را از ۳۱ ژانویه تا ۲۵ اوت ۱۹۶۱ (تا زمان استعفایش) بر عهده داشت.

## استفعا از ریاست‌جمهوری
در تابستان سال ۱۹۶۱، کوآدروس با مخالفت‌های فزاینده‌ای از سوی کنگره مواجه شد و بسیاری از متحدان سابق خود را از خود رنجاند. وی در تاریخ ۲۵ اوت ۱۹۶۱ به شکل غیرمنتظره‌ای استعفا داد و در نامه استعفای مرموز خود به نیروهای خارجی و «نیروهای وحشتناک و غیبی» اشاره کرد. باور عمومی بر این است که استعفای او تلاشی برای افزایش قدرتش بود و او انتظار داشت که با استقبال مردم یا درخواست کنگره ملی برزیل و ارتش، دوباره به ریاست‌جمهوری بازگردد. با توجه به عدم محبوبیت گولارت در میان نظامیان و دیگر عناصر محافظه‌کار، احتمالاً کوآدروس انتظار داشت که استعفایش پذیرفته نشود. اما این اقدام نمایشی او بلافاصله توسط کنگره ملی برزیل کارکرد خود را از دست داد؛ زیرا که استعفای کوآدروس پذیرفته شد و از رئیس مجلس نمایندگان، پاسکوآل رانیری مازیلی خواستند تا تا زمانی که معاون رئیس‌جمهور، ژوآو گولارت از سفرش به چین بازگردد، موقتاً مسئولیت ریاست‌جمهوری را بر عهده بگیرد. استعفای کوآدروس بحران سیاسی جدی‌ای را ایجاد کرد و زمینه را برای کودتای ۱۹۶۴ فراهم ساخت. ارتش که از گرایش‌های چپ‌گرایانه گولارت نگران بود، آماده مقابله با آغاز به کار او به‌صورت قهرآمیز به نظر می‌رسید. ایالات متحده نیز درباره احتمال ریاست‌جمهوری گولارت نگران بود و بررسی حمایت از نیروهای ضد گولارت را آغاز کرد. در نهایت، گولارت در تاریخ ۷ سپتامبر ۱۹۶۱ سوگند یاد کرد، اما با اصلاحیه‌ای به قانون اساسی که بر پایه آن سیستم پارلمانی برپا می‌شد که در ۲ سپتامبر تصویب شد قدرت وی محدود شد. گولارت از حزب کوآدروس نبود، زیرا در آن زمان، رأی‌دهندگان برزیلی می‌توانستند رئیس‌جمهور و معاون رئیس‌جمهور را از احزاب مختلف انتخاب کنند.